# Averhagen (Adelsgeschlecht, Senden)

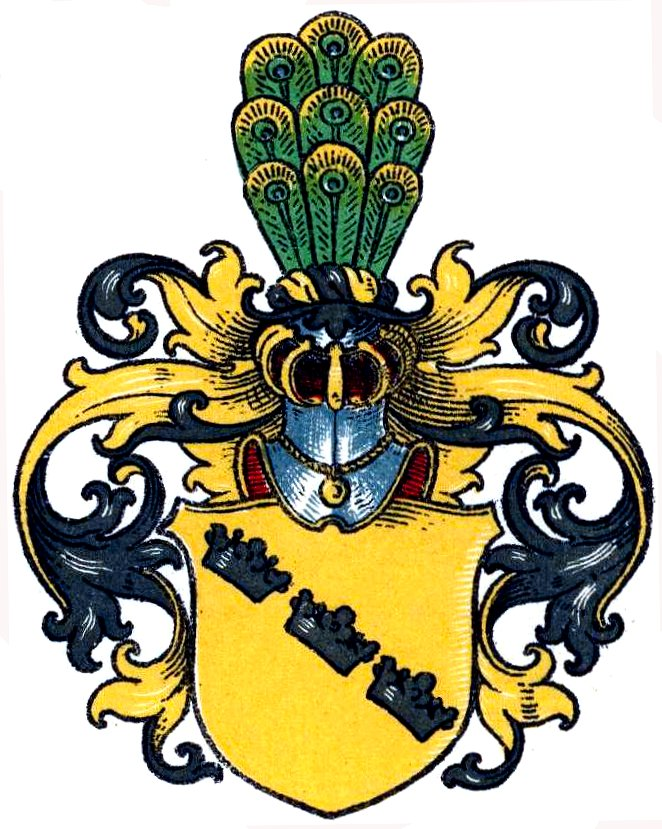
Wappen derer von Averhagen (Senden)

Die Herren von Averhagen (auch: Overhagen) waren ein westfälisches Adelsgeschlecht.

## Geschichte
Das Geschlecht niederländischen Ursprungs saß zu Venhaus in der Bauernschaft Holtrup im Kirchspiel Senden, drei Kilometer von Senden entfernt. Das Rittergut Venhaus war ursprünglich ein Lehen der Herrschaft Lüdinghausen. Um 1300 war Godert Bischopinck mit dem Gut belehnt. Um 1500 war es dann in Händen des Geschlechts derer von Averhagen. 1573 tauschte Christoph von Averhagen zu Venhaus mit der Witwe Anna von Diepenbrock zu Buldern einen Eigenbehörigen aus dem Kirchspiel Senden, Bauerschaft Wierling bzw. aus dem Kirchspiel Buldern, Bauerschaft Hangenau, aus. 1575 und 1576 tritt derselbe als Zeuge in einem Rentenverkauf auf. Erbtochter Anna von Averhagen († 1627) brachte das Gut durch eine vor 1593 vollzogene Heirat mit Hermann von Twickel († 1615) an das Adelsgeschlecht derer von Twickel, worum sich ein über Jahrzehnte ziehender juristischer Streit mit den Eheleuten Johann von Mulert, Münster, ehemaliger Drost in der Twente, und Landsberg von Averhagen (Overhagen), Annas Schwester, entwickelte.
Das Geschlecht derer von Averhagen erscheint noch 1687.
Eine Verbindung zum Geschlecht derer von Averhagen zu Münster oder zum im 13. Jahrhundert auftretenden Geschlecht derer von Averhagen/Overhagen zu Burg Overhagen in Lippstadt ist nicht bekannt.

## Wappen
In Gold drei schrägrechts gestellte schwarze Kronen hintereinander. Auf dem schwarz-golden gewulsteten Helm ein grüner Pfauenschweif. Die Helmdecken in schwarz-gold.
Alternativ wird auch von zwei schrägrechts gestellten schwarzen Kronen in Silber berichtet.